# Risikotheorie (Militär)

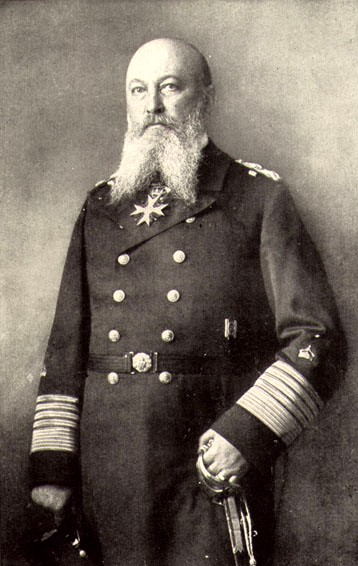
Admiral Alfred von Tirpitz

Als Risikotheorie (auch Risikostrategie) werden die auf Admiral Alfred von Tirpitz zurückgehenden theoretischen Leitgedanken hinter dem Bau der deutschen Hochseeflotte („Risikoflotte“) zwischen 1897 und 1918 bezeichnet.

## Begriffshintergrund
Der Name „Risiko“ zur Bezeichnung des tirpitzschen Konzepts ist in doppelter Weise zu verstehen. Zum einen sei der deutsche Flottenbau nach Tirpitz Auffassung in seinen ersten Jahren einem gewissen Risiko ausgesetzt: Dieser ergäbe sich daher, dass die deutschen Aufrüstungsanstrengungen einen gewissen zeitlichen „Gefahrenkorridor“ von mehreren Jahren überstehen müssten, bis die deutsche Flotte stark genug sei, um sich auch und gerade gegen einen britischen Angriff behaupten zu können. Die Möglichkeit eines britischen Angriffes ergab sich nach Tirpitz aus der Befähigung und der Neigung der britischen Verantwortlichen, einen in der Zukunft potentiell gefährlichen Gegner frühzeitig durch Präventivaktionen auszuschalten, so lange dieser noch relativ schwach und angreifbar sei. Als historische Erfahrung, die eine solche „Risikoannahme“ rechtfertigen würde, verwies er insbesondere auf den Angriff der Royal Navy auf die im Aufbau befindliche dänische Flotte im Jahr 1805. Diese hegte auch ehrgeizige Aufrüstungspläne, die zum fraglichen Zeitpunkt jedoch noch nicht weit fortgeschritten waren.
Wenn der „Risiko“-Zeitraum relativer maritimer Schwäche jedoch durchschritten sei, so das Tirpitzsche Kalkül, würde sich das Attribut Risiko nicht mehr auf Deutschland beziehen, sei die Flotte nicht mehr das Objekt das einem Risiko ausgesetzt sei, sondern würde sie vielmehr zu dem Subjekt werden, das für andere – namentlich Großbritannien – ein Risiko darstellte. Tirpitz argumentierte, dass die deutsche Hochseeflotte, deren Aufbau freilich eine riskante „Angelegenheit“ sei, nach ihrer Fertigstellung für Großbritannien ein derart großes marinepolitisches und – da Großbritanniens Großmachtstellung auf seiner Flotte beruhte – gesamtpolitisches Risiko darstellen würde, dass dieses durch die Existenz der Risikoflotte zu einer deutschlandfreundlichen Politik veranlasst würde.

## Die Theorie
Alfred von Tirpitz wurde 1897 von Kaiser Wilhelm II. als Staatssekretär ins Reichsmarine-Ministerium berufen, um den von dem deutschen Monarchen angestrebten Aufbau einer starken Flotte, die dem nach einem „Platz an der Sonne“ (Bernhard von Bülow) strebenden Deutschen Reich zu Macht und Geltung als Kolonial- und Seemacht verhelfen sollte.
In der Überzeugung, dass der Bau einer Flotte die stark genug wäre, um die britische Marine besiegen zu können, eine Sache der Unmöglichkeit sei, entwickelte Tirpitz den Gedanken einer so genannten Risikoflotte. Tirpitz’ Grundannahme war, dass eine deutsche Flotte nicht notwendigerweise stark genug sein müsse, um die Royal Navy zu besiegen, um das Vereinigte Königreich zu einer deutschfreundlichen Marine- und Gesamtpolitik zu bewegen, sondern dass es bereits hinreichen würde, eine Flotte aufzubauen, die stark genug wäre, um ihre Zerstörung durch Großbritannien zu einem Pyrrhussieg zu machen. Großbritannien, so Tirpitz’ Überlegung, könne es sich nicht leisten, sich auf eine kriegerische Auseinandersetzung mit einer anderen Seemacht einzulassen, wenn diese trotz numerischer und qualitativer Unterlegenheit ihrer Flotte stark genug sei, um bei ihrer Zerstörung durch die Royal Navy ihrerseits große Teile derselben zu zerstören. Ein derartiger Sieg der Briten wäre nach Tirpitz in den Augen der Inselmacht derart teuer erkauft, dass er sinnlos wäre, da er unweigerlich den Verlust der britischen marinepolitischen Dominanz an eine dritte Seemacht bedeuten würde, die nach dem Verlust großer Teile der britischen Flotte im Zuge von deren „Sieg“ über die deutsche Flotte plötzlich stärker dastünde als diese.
Demnach könne Großbritannien, sobald erst einmal eine deutsche Flotte von einer bestimmten Größe im Verhältnis zur britischen Flotte erreicht sei, gar nicht umhin Deutschlands Freundschaft zu suchen, wenn es seine maritime Großmachtstellung bewahren wolle. Die Risikoflotte werde demnach wahrscheinlich zu einem „bündniserzwingenden Instrument“ (Orth) in den Händen der kaiserlichen Außenpolitik werden, zumindest werde sie aber die Briten zu einer wohlwollenden Neutralität gegenüber Deutschland in zukünftigen europäischen Krisen veranlassen.

## Politische Rezeption im In- und Ausland
Kaiser Wilhelm und Bernhard von Bülow, als Außenminister und Reichskanzler der entscheidende Mann der deutschen zivilen Regierung in den fraglichen Jahren, ließen sich von Tirpitz’ Rüstungs-Theorie und ihren vermeintlichen politischen Konsequenzen überzeugen und erhoben diese zur – heimlichen – Leitlinie der deutschen Flottenpolitik in den Jahren von 1899 bis zum Ersten Weltkrieg. Offiziell wurden die – geheimen – Risiko-Überlegungen nicht als Hintergrund der Entscheidung zum Bau der Hochseeflotte angegeben. Insbesondere die britische Politik und Presse, welche die selbstverständlich geheim gehaltenen tirpitzschen Denkschriften zwar nicht kannte, die Absichten hinter dem deutschen Flottenbau jedoch auf Grundlage der äußeren Geschehnisse (Schiffs- und Stützpunktbauten) erahnen konnte, versuchte man zu beschwichtigen und über die marinepolitischen Absichten des Deutschen Reiches zu täuschen.
Die Flottengesetze von 1899, 1902 und 1912, die die Rüstungsanstrengungen des deutschen Reiches koordinierten, sowie die manifesten Ergebnisse des Flottenbaus (imposante Schiffsbauten, insbesondere so genannte Dreadnoughts) lösten in der britischen Öffentlichkeit zunehmende Unruhe bis hin zu Bestürzung aus, am deutlichsten sichtbar im Naval Scare von 1909. Tirpitz’ britische Gegenspieler, die Marineminister Tweedmouth (1905–1908), McKenna (1908–1911) und Churchill (1911–1915), sowie die Flottenchefs Fisher, Wilson und Battenberg gingen schließlich dazu über, der in ihren Grundgedanken durchschauten Risikostrategie ihrerseits durch gewaltige britische Rüstungsanstrengungen entgegenzusteuern (Deutsch-Britisches Wettrüsten). Der Kerngedanke ihrer Maßnahmen (u. a. Dreadnought-Programm) war, einen genügend großen Vorsprung der britischen Marine in Qualität und Quantität gegenüber der deutschen zu sichern, um das Risikokonzept scheitern zu lassen, d. h., es sollten im Falle einer gewaltsamen Auseinandersetzung mit der Hochseeflotte derart große Reserven an Mannschaften und vor allem modernen Schiffen zur Verfügung stehen, dass selbst nach einem teuer erkauften Sieg über die deutsche Flotte die britische Flotte der nächstgrößeren Seemacht noch derart überlegen wäre, dass die britische Suprematie auf dem Meere gegen diese unangefochten bliebe.
Das Risikokonzept beziehungsweise dessen praktische Vergegenständlichung – der Bau zahlreicher deutscher Schlachtschiffe – trug in erheblicher Weise zu Verschlechterung der deutsch-britischen bilateralen Beziehungen in den Jahren vor dem Ersten Weltkrieg bei. Das außenpolitische Klima des Misstrauens, das schließlich zum Weltkrieg führte, sowie insbesondere die britische Neigung und schließlich die praktische Entscheidung der Briten zum Eintritt in den Krieg auf Seiten des französisch-russischen Bündnisses wurde durch die deutsche Risikoflotte nach Auffassung zahlreicher Historiker (Marder, Mommsen, Hildebrand, Hillgruber) in erheblichem Maße gefördert. Eine ausdrückliche Bestätigung für diese Auffassung durch britische politische Entscheidungsträger der Zeit vor dem Ersten Weltkrieg findet sich unter anderem in den Kriegserinnerungen David Lloyd Georges und Winston Churchills. In erheblichem Maße trug die dem Gedanken der Risikotheorie verpflichtete deutsche Flottenpolitik auch nach nahezu einhelliger Auffassung der Forschung dazu bei, die von Edward Grey ministeriell geleitete britische Außenpolitik gegen Deutschland aufzubringen. So wird unter anderem die Entscheidung, die Entente cordiale mit Frankreich zu suchen, auf die Erwägung der britischen Führung zurückgeführt, aufgrund der immer deutlicher werdenderen Gefahr durch die stetig anwachsende deutsche Flotte außenpolitische Differenzen mit anderen Mächten schnellstmöglich ausräumen zu müssen.
Das Kalkül der Risikotheorie, die Briten durch den Flottenbau nach einer Phase der Verstimmung zu einer prodeutschen Politik zu veranlassen, scheiterte letztlich. Wichtigster Grund hierfür ist unbestrittenermaßen, dass der Ausbruch des Ersten Weltkrieges, in dem Deutschland und Großbritannien sich als Feinde gegenüberstanden, in jene Phase der „Verstimmung“ fiel und sich damit die Möglichkeit einer Aussöhnung nach dem Abschluss des Flottenbaus – den Tirpitz in seinen Plänen auf 1917 terminiert hatte – zerschlug. Wichtig ist zudem, dass eine von Tirpitz nicht berechnete Reaktion auf britischer Seite eintrat: Die Verlagerung der britisch-deutschen Rivalität auf ein anderes Feld als das des Militärischen. Tirpitz’ Konzeption war ausschließlich von militärischen und rüstungspraktischen Erwägungen ausgegangen, die in ihrer Zielführung politisch sein sollten. Das Feld der Diplomatie blendete er dabei völlig aus. Mit der Entscheidung Großbritanniens, in Reaktion auf die zunehmende Gefahr aus Deutschland nicht die Nähe zu Deutschland zu suchen, um „den Feind, den man nicht besiegen kann, zum Freund zu machen“, sondern die Nähe zu anderen Mächten (Russland, Frankreich) zu suchen, hatte Tirpitz nicht gerechnet. So ließ der Marineminister Churchill beispielsweise nahezu alle britischen Schiffe aus dem Mittelmeer abziehen, um diese im Nordseeraum zu konzentrieren, und wies zukünftig den Franzosen als Entente-Partnern die Verantwortung für diesen Bereich zu.
Im Ergebnis zerschlug sich mit der de facto – wenngleich nicht formal sanktionierten – bündnisartigen Annäherung dieser drei Staaten zueinander die Risikostrategie, da Tirpitz wichtigste Annahme – die Unfähigkeit Großbritanniens sich nach einem Sieg über Deutschland weiterhin gegen andere, nachdrängende Rivalen durchzusetzen – nichtig geworden war: Mit dem politischen Zusammengehen der drei Entente-Mächte eröffnete sich für Großbritannien die Möglichkeit, im Falle einer direkten Auseinandersetzung mit Deutschland die zu erwartenden Verluste an Schiffen und Menschen nicht länger alleine tragen zu müssen, sondern diese – in Relation zur Größe der Flotten aller drei Partner am „Flotten-Gesamtaufkommen“ entsprechender Relation – auf alle Bündnispartner verteilen zu können. Das Ergebnis wäre, dass die Verluste der britischen Flotte, die eine Vernichtung der deutschen Flotte mit sich gebracht hätte, deutlich geringerer ausgefallen wären, als von Tirpitz kalkuliert. Des Weiteren wäre aufgrund des Dreier-Bündnisses aller Wahrscheinlichkeit nach, nach einer deutschen Niederlage, kein weiterer Rivale mehr vorhanden gewesen, der Großbritanniens Vormachtstellung zur See hätte streitig machen können, da Frankreich und Russland mit an Sicherheit grenzender Wahrscheinlichkeit nicht unmittelbar nach einem Krieg gegen Deutschland gegen ihren eigenen Verbündeten zu Felde gezogen wären, und eine unmittelbare Bedrohung der britischen Flotte somit nicht erwartet zu werden brauchte. Darüber hinaus wäre Großbritannien aufgrund der proportional zu ihrer Größe gleichmäßigen Schwächung der übrigen alliierten Flotten im Zuge einer Auseinandersetzung mit der deutschen Flotte aller Wahrscheinlichkeit nach diesen weiterhin überlegen gewesen.

### Politische Memoiren und Selbstzeugnisse
- Winston Churchill: The World Crisis. 1923–1931.
- Edward Grey: Fünfundzwanzig Jahre Politik 1892–1916. Memoiren. In zwei Bänden. München 1926.
- David Lloyd George: Mein Anteil am Weltkrieg. Kriegsmemoiren. Berlin 1933–1936.
- Alfred von Tirpitz: Erinnerungen. Leipzig 1920.
- Alfred von Tirpitz: Der Aufbau der deutschen Weltmacht. Stuttgart 1924.

### Wissenschaftliche Werke
- Arthur Marder: From the dreadnought to Scapa Flow. The Royal Navy in the Fisher Era 1904–1919. London 1966–1972.
- Rolf Hobson: Imperialism at sea. Naval strategic thought, the ideology of sea power, and the Tirpitz Plan, 1875–1914. Boston 2002, ISBN 0-391-04105-3.
- Wolfgang Petter:  Deutsche Marinegeschichte der Neuzeit. München 1977, ISBN 3-7637-0307-1.
- Gary E. Weir: Building the Kaiser's navy. The Imperial Navy Office and German industry in the von Tirpitz era 1890–1919. Shrewsbury 1992, ISBN 1-55750-929-8.
- Volker Berghahn: Der Tirpitz-Plan. Genesis und Verfall einer innenpolitischen Krisenstrategie unter Wilhelm II. Düsseldorf 1971, ISBN 3-7700-0258-X.
- Jonathan Steinberg: Yesterday's deterrent. Tirpitz and the birth of the German battle fleet. London 1965, ISBN 0-7512-0076-X.